# Биг Су
Биг Су (енгл. Big Sioux River) је река која протиче кроз САД. Дуга је 674 km. Протиче кроз америчке савезне државе Јужна Дакота и Ајова. Улива се у Мисури.
Биг Су извире у округу Робертс (Јужна Дакота) и тече кроз округе Јужне Дакоте Грант, Кодингтон, Хамлин, Брукингс, Муди и Минихаха. у Су Фолсу река формира водопад који је дао име граду. Према Брандону река тече дуж граница држава САД